# 清河寺 (大字)
清河寺（せいがんじ）は、埼玉県さいたま市西区の大字。郵便番号は331-0048。さいたま市の難読地名の一つに数えられる。

## 地理
さいたま市西区北東部のおおむね大宮台地上に位置する。西の境界は滝沼川が流れて周囲を開析された沖積平野がみられる。東側で大字内野本郷に、南側で宮前町や大字内野本郷の飛地に、西側で西大宮や大字高木に、北側で上尾市大字堤崎やさいたま市西区西新井に隣接する。荒川の河川敷内である川越市と西区との市境付近に、入会地由来の飛地が二か所存在する。地内は全域が市街化調整区域であり、全体的には農地が多い。
かつてはさいたま市消防局西消防署やさいたま市立指扇中学校も清河寺に位置していたが、土地区画整理事業の完了に伴う町名地番変更により所在地が西大宮となり、清河寺から外れている。

## 歴史
もとは武蔵国足立郡指扇領に属する清河寺村であった。古くは水判土荘内野郷に属していたといわれている。近世初頭に内野郷より分村された。村高は正保年間の『武蔵田園簿』では255石（田138石余、畑116石余、山銭永390文）、『元禄郷帳』では259石余、『天保郷帳』では297石余であった。助郷は中山道上尾宿に出役していたが、正徳・安永年間は日光御成街道大門宿にも出役していた。化政期の戸数は37軒で、村の規模は東西8町、南北19町であった。地内にある寺院の清河寺には、1590年（天正18年）に寺領5石が寄進されていた。名前は清河寺周囲の小名をそのまま村名とした。
- 1590年（天正18年）の知行は旗本三宅氏、1596年（慶長元年）より幕府領[7] となる。
- 1623年（元和9年）より知行は旗本山内氏、1689年（元禄2年）より幕府領、1702年（元禄15年）より知行は旗本小川氏[7]。
- 1828年（文政11年）より、上尾宿寄場64か村組合に所属していた[7]。
- 幕末の時点では足立郡に属し、明治初年の『旧高旧領取調帳』の記載によると、小川源之進の知行、および清河寺領[8]。
- 1869年（明治2年）12月2日：旗本領が上知され、浦和県の管轄となる（府藩県三治制も参照）。
- 1871年（明治4年）11月13日：第1次府県統合により、埼玉県の管轄となる。
- 1873年（明治6年）：清河寺の境内を仮用して、清河学校（現・さいたま市立指扇小学校）が開設される[7][9]。なお、文化年間より寺子屋が開設されていた。
- 1879年（明治12年）3月17日：郡区町村編制法により成立した北足立郡に属す。郡役所は浦和宿に設置。
- 1889年（明治22年）4月1日：町村制施行に伴い、指扇村・宝来村・峯岸村・内野本郷村・西新井村・中釘村・清河寺村・高木村・指扇領辻村・指扇領別所村が合併し、指扇村が発足。指扇村の大字清河寺となる[7]。
- 1950年（昭和25年）：地内に指扇村立指扇中学校（現・さいたま市立指扇中学校）が移転する。
- 1955年（昭和30年）1月1日 - 指扇村・馬宮村・植水村・片柳村・七里村・春岡村が大宮市へ編入合併され[10]、同市の大字となる。
- 1969年（昭和44年）12月23日 - 地内にせいか幼稚園が開園する[11][13]。
- 1987年（昭和62年）10月：地内に指扇分署（現・さいたま市消防局西消防署）が設置される。
- 1996年（平成8年）3月29日：一部を事業区域に含む大宮西部特定土地区画整理事業の都市計画決定が告示される[14]。
- 1998年（平成10年）11月12日：大宮西部特定土地区画整理事業の事業計画決定が告示される[14]。
- 2001年（平成13年）5月1日：浦和市・大宮市・与野市が合併し、さいたま市が発足。同市の大字となる。
- 2003年（平成15年）4月1日：さいたま市が政令指定都市に移行し、同市西区の大字となる。
- 2017年（平成29年）11月18日：大宮西部特定土地区画整理事業の換地処分が前日に行われた[14] ことに伴い、事業区域とその周辺で町名地番変更が行われ[15]、大字指扇・大字清河寺・大字高木・大字中釘の各一部から西大宮一丁目 - 四丁目が成立[16][17]。また、一部が宮前町に編入される[17]。これにより、西消防署やさいたま市立指扇中学校などが大字清河寺から外れる。

## 世帯数と人口
2017年（平成29年）9月1日時点の世帯数と人口は、以下のとおりである。
| 大字       | 世帯数    | 人口    |
| ---------- | --------- | ------- |
| 大字清河寺 | 1,340世帯 | 3,146人 |

## 小・中学校の学区
市立小・中学校に通う場合、学区（校区）は以下のとおりとなる。
| 区域 | 小学校                   | 中学校                 |
| ---- | ------------------------ | ---------------------- |
| 全域 | さいたま市立指扇北小学校 | さいたま市立指扇中学校 |

## 交通

### 鉄道
- 地区内に鉄道は敷設されていないが、川越線西大宮駅が近い。

### 道路
- 国道16号（西大宮バイパス）
- 国道17号（上尾道路） - 清河寺北部や歩道橋の「清河寺きよらか橋」付近でかすめる
- 埼玉県道216号上野さいたま線
- 埼玉県道165号大谷本郷さいたま線

### バス
高崎線宮原駅西口方面や大宮駅西口方面からの路線バスが運行されている。さいたま市西区コミュニティバスは清河寺方面へ運行されないが、さいたま市西区指扇地区乗合タクシー「あじさい号」が運行されている。
東武バスウエスト大宮営業事務所
地区内は「清河寺中央」、「清河寺」、「中原」、「公民館」停留所が設置されている。
東武バスウエスト上尾営業所
地区内は「清河寺」停留所が設置されている。
さいたま市西区指扇地区乗合タクシー「あじさい号」
地区内は「清河寺」、「清河寺温泉」、「中原」、「清河寺団地入口」停留所が設置されている。

## 施設
- 臨済宗清河寺 - 清河寺の大ケヤキがある
- 神明社
- 清河寺ふれあい会館
- せいか幼稚園
- 養護老人ホーム富士見園
- 清河寺公園
- 中原西公園
- さいたま清河寺温泉
- 大宮国際カントリークラブ - 飛び地に所在